# Kyselina fluoroctová
Kyselina fluoroctová je organická sloučenina, která patří mezi halogenkarboxylové kyseliny. Její sodná sůl, fluoroctan sodný, se používá jako pesticid. Tato kyselina je inhibitorem enzymu akonitázy v citrátovém cyklu.

## Výskyt v přírodě
Kyselina fluoroctová se přirozeně vyskytuje v nejméně 40 rostlinách rostoucích v Austrálii, Brazílii a Africe. Poprvé byla nalezena v Dichapetalum cymosum.
Již v roce 1904 používali kolonisté v Sieře Leone výtažek z Chailletia toxicaria, která také obsahuje kyselinu fluoroctovou či její soli, jako jed na krysy. Tato látka je také obsažena v australských rostlinách rodů Gastrolobium, Gompholobium, Oxylobium, Nemcia a Acacia.